# كونتاك (مسلسل)
كونتاك مسلسل تلفزيوني كوميدي سوري، من إخراج حسام الرنتيسي، وإنتاج شركة إيمار الشام.

## القصة
يتألف العمل من لوحات كوميدية ناقدة، مُستلهمة من التغيرات طرأت على يوميات المواطن السوري خلال السنوات الأخيرة.

## طاقم العمل
- أمل عرفة
- محمد حداقي
- شادي الصفدي
- أندريه سكاف
- حسام تحسين بيك
- بشار إسماعيل
- فايز قزق
- نزار أبو حجر
- نورا العايق

## وصلات خارجية
- صفحة مسلسل كونتاك على موقع السينما.كوم